# Кахаль (лунный кратер)
Кратер Кахаль (лат. Cajal) — небольшой ударный кратер в северной части Моря Спокойствия на видимой стороне Луны. Название присвоено в честь испанского врача и гистолога, одного из основоположников современной нейробиологии Сантьяго Рамон-и-Кахаля (1852—1934) и утверждено Международным астрономическим союзом в 1973 г. 

## Описание кратера
Ближайшими соседями кратера являются кратер Янсен на северо-западе; кратер Витрувий на севере; кратер Гарднер на северо-востоке; кратер Синас на юге и кратер Каррель на юго-западе. На северо-западе от кратера Кахаль находится борозда Янсена, на севере гряды Барлоу, на северо-востоке Залив Любви, на востоке-юго-востоке борозда Коши и уступ Коши. Селенографические координаты центра кратера 12°35′ с. ш. 31°05′ в. д. / 12,59° с. ш. 31,08° в. д., диаметр 8,6 км, глубина 1,81 км.
Кратер Кахаль имеет циркулярную чашеобразную форму с небольшим участком плоского дна, практически не затронут разрушением. Кромка вала острая, внутренний склон гладкий. Высота вала над окружающей местностью около 330 м, объем кратера составляет приблизительно 30 км3. По морфологическим признакам кратер относится к типу BIO (по названию типичного представителя этого класса — кратера Био). 
До получения собственного названия в 1973 г. кратер Кахаль именовался сателлитным кратером Янсен F.

## Сателлитные кратеры
Отсутствуют.

## См.также
- Список кратеров на Луне
- Лунный кратер
- Морфологический каталог кратеров Луны
- Планетная номенклатура
- Селенография
- Минералогия Луны
- Геология Луны
- Поздняя тяжёлая бомбардировка